# 希伯來 (伊利諾伊州)
希伯來（英語：Hebron）是位於美國伊利諾伊州麥克亨利縣的一個村落。

## 地理
希伯來的座標為42°28′11″N 88°25′53″W / 42.46972°N 88.43139°W，而該地最高點為海拔高度283米（即928英尺）。

## 人口
根據2010年美國人口普查的數據，希伯來的面積為5.05平方千米，當中陸地面積為5.05平方千米，而水域面積為0.00平方千米。當地共有人口1216人，而人口密度為每平方千米240人。